# Kylie Minogue

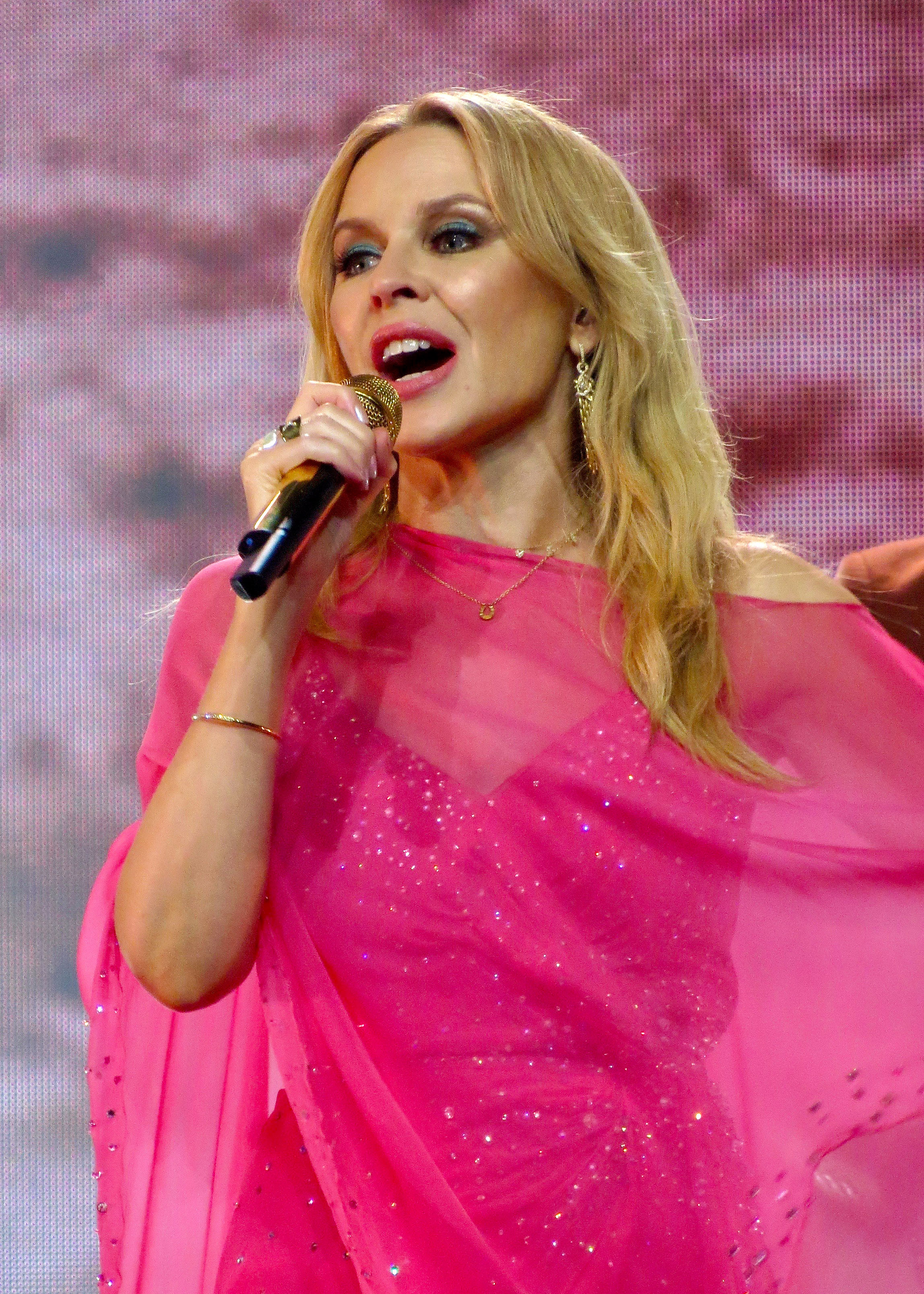
Kylie Minogue (2018)

Kylie Ann Minogue [ˈkaɪli æn mɪ'nəʉg], AO, OBE (* 28. Mai 1968 in Melbourne, Australien) ist eine australisch-britische Popsängerin und Schauspielerin. Seit dem Beginn ihrer Karriere 1986 avancierte sie vom singenden Soap-Star zu einer internationalen Pop-Ikone. Mit Hits wie I Should Be So Lucky, The Loco-Motion, Kids, Can’t Get You Out of My Head und All the Lovers schaffte sie weltweit den Sprung auf die vordersten Plätze der Hitparaden. In Großbritannien ist sie mit 35 Top-10-Singles die zweiterfolgreichste Sängerin in der Geschichte der Charts nach Madonna. Weltweit verkauften sich bislang 70 Millionen ihrer Tonträger. Sie wurde unter anderem mit zwei Grammys und mehreren BRIT Awards ausgezeichnet.

## Leben

### Familie
Kylie Minogue ist das erste von drei Kindern. Ihr Vater Ron – ein Australier in fünfter Generation – war als Buchhalter tätig. Ihre Mutter Carol – die aus Wales eingewandert war – arbeitete bis zu Kylies Geburt als Balletttänzerin. Minogue besitzt neben der australischen auch die britische Staatsbürgerschaft.
Minogues Bruder Brendan (* 1970) ist heute Kameramann beim australischen Fernsehen. Ihre jüngere Schwester Danielle (* 1971) – genannt Dannii – ist ebenfalls Sängerin und Schauspielerin.
Minogue war von 1989 bis 1991 mit dem australischen INXS-Sänger Michael Hutchence in einer Beziehung. Gerüchten zufolge inspirierten ihre damals blond gefärbten Haare Hutchence zum INXS-Titel Suicide Blonde. Von 2002 bis 2007 war sie mit dem französischen Filmschauspieler Olivier Martinez liiert. Im November 2015 wurde ihre Beziehung mit dem 19 Jahre jüngeren britischen Schauspieler Joshua Sasse bekannt, den sie während ihrer Gastrolle in der Serie Galavant kennengelernt hatte. Im Februar 2016 gaben die beiden ihre Verlobung über eine Anzeige im Daily Telegraph bekannt. Im Oktober 2016 kündigten die Verlobten an, in Australien so lange nicht zu heiraten, wie das Land die gleichgeschlechtliche Ehe nicht anerkenne. Im Februar 2017 trennte sich das Paar.

### Anfänge
Sowohl Kylie als auch Dannii Minogue traten bereits als Kinder in australischen Fernsehsendungen auf. Kylie Minogue spielte ihre erste Rolle im Alter von elf Jahren in der Fernsehserie Die Sullivans. Später folgten die Serien Skyways und The Henderson Kids. Mit der Rolle der Charlene Mitchell in der Seifenoper Nachbarn (Neighbours) gelang ihr 1986 der große Durchbruch. Kylie Minogues Popularität in Australien wuchs durch die Serie enorm, aber auch Neighbours selbst profitierte von der positiven Ausstrahlung der neuen Darstellerin. Denn erst mit der Storyline über die romantische Liebesbeziehung zwischen Charlene und Scott, der von Jason Donovan verkörperten Figur, erzielte die schon einmal abgesetzte Seifenoper höhere Einschaltquoten und wurde ab 1987 auch in Großbritannien ausgestrahlt. Minogue und Donovan waren zu diesem Zeitpunkt auch privat ein Paar. Minogue erhielt für ihre Darstellung in den Jahren 1987 bis 1989 insgesamt sechs Logie Awards, den jährlich vergebenen Preis des australischen Fernsehens – darunter 1988 den Gold Logie in der Kategorie Beliebteste Person im australischen Fernsehen.
Bereits Mitte 1987 sang Minogue im Rahmen eines Fußballbenefizspiels – bei dem sie zusammen mit anderen Darstellern von Neighbours auftrat – den Little-Eva-Hit The Loco-Motion. Daraufhin erhielt sie vom australischen Musiklabel Mushroom einen Plattenvertrag. Ihre Coverversion wurde als Locomotion im selben Jahr veröffentlicht und schaffte den Sprung auf Platz 1 der australischen Charts. Der Song blieb dort sieben Wochen und verkaufte sich so gut, dass er nicht nur zur erfolgreichsten Single des Jahres, sondern des gesamten Jahrzehnts wurde.

### Internationaler Durchbruch (1988–1989)
Aufgrund des großen Erfolgs in Australien wurde die damals 19-jährige Minogue vom englischen Produzententeam Stock Aitken Waterman (kurz SAW) und dessen hauseigener Plattenfirma PWL (Pete Waterman Ltd.) unter Vertrag genommen. Ihre erste internationale Singleveröffentlichung I Should Be So Lucky wurde Anfang 1988 ebenso ein weltweiter Hit wie das von SAW noch einmal neu abgemischte The Loco–Motion. Das erfolgreiche Produzententrio, das fließbandartig Hits produzierte und sich folgerichtig als „Hit Factory“ (dt. „Hit-Fabrik“) bezeichnete, verhalf Minogue dann im selben Jahr mit Got to Be Certain und Je ne sais pas pourquoi zu weiteren Charthits. Auch ihr erstes Album, einfach Kylie betitelt, war sehr erfolgreich und verkaufte sich weltweit über sieben Millionen Mal – in Großbritannien war es das meistverkaufte Album des Jahres 1988.
Besonders erfolgreich war Minogue in den späten 1980er-Jahren auch in Japan. Dort spielte sie mit ihrer Disco in Dreams-Tour in den größten Arenen des Landes. Ihre nur auf dem japanischen Markt erschienene Single Turn It into Love (Ende 1988) hielt sich ganze zehn Wochen auf Platz 1 der Hitparade. In den USA wurde hingegen The Loco–Motion zu ihrem größten Erfolg und schaffte es bis auf Platz 3 der Billboard-Charts. Auch in der DDR erschien bei Amiga eine EP mit vier ihrer größten Hits.
Minogue – von der Musikkritik spöttisch als „Singing Budgie“ (dt. „singender Wellensittich“) bezeichnet – genoss die Sympathie der zumeist jugendlichen Plattenkäufer und konnte einen Charterfolg nach dem anderen verbuchen. Ihre Veröffentlichungen verkauften sich hervorragend, sodass sie zum erfolgreichsten Musikact wurde, den Stock Aitken Waterman je produzierten. Um sich ganz ihrer Musikkarriere zu widmen, verließ Minogue die Serie Neighbours im Juli 1988. Allerdings nahm sie kurz darauf mit ihrem ehemaligen Serienkollegen Jason Donovan – der nun ebenfalls eine Popkarriere anstrebte – das Duett Especially for You auf. Mit dieser weltweit erfolgreichen Single erreichte die Kylie-Euphorie dann zum Jahreswechsel 1988/1989 ihren vorläufigen Höhepunkt.
Das Interesse an Minogues Veröffentlichungen ließ in Europa, den USA und auch in ihrer australischen Heimat im Verlauf des Jahres 1989 dann langsam nach. So wurde zwar Hand on Your Heart im Frühjahr 1989 – die erste Single aus ihrem zweiten Album Enjoy Yourself – noch ein großer Hit, aber schon Wouldn’t Change a Thing und Never Too Late schafften nur noch in Großbritannien den Sprung auf die vordersten Ränge der Charts. Mit Enjoy Yourself konnte sie dann auch nicht mehr an den Erfolg ihres Debüts anknüpfen – das Album verkaufte sich aber dennoch weltweit immerhin vier Millionen Mal.
Ihr Debüt als Filmschauspielerin gab Minogue 1989 in The Delinquents – einem Box-Office-Erfolg in Australien und Großbritannien. Der Film wurde mit dem von Minogue interpretierten Song Tears on My Pillow beworben, der es im Januar 1990 auf Platz eins der britischen Singlecharts schaffte. Dabei handelt es sich um eine Coverversion des Liedes von Little Anthony & the Imperials aus dem Jahre 1958.

### Imagewechsel (1990–1992)
Mit der Veröffentlichung von Better The Devil You Know im April 1990, der ersten Single aus ihrem dritten Album Rhythm of Love, versuchte Minogue ihr Image als „Mädchen von nebenan“ abzustreifen. So gab sie sich von nun an erwachsener und zeigte sich in Videos, auf Fotos und bei Konzerten auch von ihrer erotischen Seite. Minogue übernahm aber nicht nur komplett die Kontrolle über ihr Image, sondern bestand fortan auch darauf, eigene Stücke schreiben zu dürfen. Sie verschreckte aber mit ihren immer freizügiger werdenden Auftritten und der Abkehr vom Bubblegum-Pop zunehmend ihre Fans im Teenie-Alter. Ihre Liaison mit Michael Hutchence, dem Sänger der australischen Rockband INXS, tat ein Übriges, um von der englischen Klatschpresse den Stempel „Sex Kylie“ aufgedrückt zu bekommen. Allerdings wurde die schwule Club-Kultur durch Singles wie Step Back in Time, What Do I Have to Do und Shocked – die Reminiszenzen an Hi-NRG enthielten – auf Minogue aufmerksam und entdeckte die Sängerin als Ikone für sich. Zudem wurden ihre Songs und deren Remixe – dank eines zeitgemäßen Sounds, der nur noch vage an typische SAW-Produktionen erinnerte – erstmals auch in angesagten britischen Clubs gespielt – „Dance Kylie“ war geboren. Unter dem Pseudonym Angel K wurde dann vor allem Do You Dare im Dezember 1991 zu einem großen Clubhit.
Obwohl die Verkäufe ihrer Platten ab Anfang der 1990er Jahre stark zurückgingen, war Minogue mit Shocked im Mai 1991 die erste Künstlerin überhaupt, deren erste 13 Singles sich in den britischen Top 10 platzieren konnten. Diese Serie von Chart-Erfolgen wurde dann im August desselben Jahres mit Word Is Out unterbrochen, der ersten Single aus dem im Oktober 1991 erschienenen Album Let’s Get to It. Allerdings gelang Minogue mit ihrem vierten Studioalbum vor allem in musikalischer Hinsicht das bis dahin vielschichtigste Werk, und sie erhielt zum ersten Mal von britischen Musikzeitschriften wie dem NME und dem Melody Maker gute Kritiken.
Von den Käufern wurde das allerdings kaum honoriert, und so floppte das Album trotz der beiden Top-10-Singles If You Were with Me Now (im Duett mit dem US-Amerikaner Keith Washington) und Give Me Just a Little More Time sogar in Großbritannien. Auch in Australien, wo zumindest Word Is Out ein mäßiger Hit wurde, konnte das Album nur wenige Käufer ansprechen. Außerhalb dieser beiden ihrer wichtigsten Märkte verkaufte Minogue zu jener Zeit kaum noch Platten. Lediglich in Israel landeten alle ihre Singleveröffentlichungen, darunter auch Finer Feelings, weiterhin in den Top 10.
Im Herbst 1992 beendete Minogue ihre Zusammenarbeit mit der „Hit Factory“. Die letzte Veröffentlichung bei PWL war eine Greatest-Hits-Sammlung mit drei neuen Titeln, die es bis auf Platz eins der britischen Albumcharts schaffte. Die Singleauskopplungen What Kind of Fool (Heard All That Before) und Celebration – eine Coverversion des Kool-&-the-Gang-Klassikers – waren allerdings keine großen Hits.

### Kreative Jahre (1993–1999)
Nach der Trennung von ihrer alten Plattenfirma unterschrieb Minogue beim Independent-Dance-Label Deconstruction und brachte im August 1994 die Single Confide in Me heraus, die ein großer Erfolg in Australien und Großbritannien wurde. Einen Monat später folgte ihr Album Kylie Minogue, zu dem auch die Pet Shop Boys und M People Songs beisteuerten. Obwohl es sowohl in Großbritannien als auch in Australien mit Edelmetall ausgezeichnet wurde und höher platziert war als die letzten beiden SAW Alben, wurde es in der Presse als kommerzieller Rückschlag dargestellt, auch wenn sich Minogue in Musikerkreisen damit einen gewissen Respekt erarbeitete. Nebenbei spielte Minogue unter wenig Kritikerlob und mit mäßigem Erfolg in zwei Hollywoodfilmen. So war sie neben Jean-Claude Van Damme in dem 40 Millionen US-Dollar teuren Actionfilm Street Fighter – Die entscheidende Schlacht (1994) sowie in dem kaum beachteten Bud & Doyle – Total Bio (1995) an der Seite ihrer Kurzzeitaffäre Pauly Shore zu sehen.
Laut eigener Aussage trat ein Wendepunkt in ihrer Karriere ein, als sie 1995 mit Nick Cave das Duett Where the Wild Roses Grow aufnahm. Durch diese ungewöhnliche Zusammenarbeit wurde Minogue nun auch für Musikkritiker und -hörer annehmbar, die sie zuvor stets belächelt hatten. Der Song selbst erhielt vor allem in Australien zahlreiche Preise und wurde in vielen anderen Ländern Minogues größter Erfolg in den 1990er-Jahren überhaupt.
Einen großen Einfluss auf ihr künstlerisches Schaffen hatte auch der französische Fotograf und Musikvideoregisseur Stéphane Sednaoui, mit dem sie Mitte der 1990er liiert war. Sednaoui prägte zu diesem Zeitpunkt ihr Image mit unglamourösen Fotos. Für ihr zweites Deconstruction-Album Impossible Princess, nun von der Presse mit dem Etikett „Indie Kylie“ versehen, schrieb sie selbst die Texte und arbeitete unter anderem mit den Manic Street Preachers zusammen, was eine künstlerische Weiterentwicklung erkennbar machte. Auf dem europäischen Markt wurde der Titel des Albums allerdings in Kylie Minogue geändert, da er angesichts des Todes von Prinzessin Diana unpassend schien – ein Marketing-Fehler, da bereits ihr vorheriges Album den gleichen Namen trug. Zudem wurde die Veröffentlichung von September 1997 auf März 1998 verschoben. Nachdem in Europa bereits die Singles Some Kind of Bliss, Did It Again und Breathe recht erfolglos veröffentlicht worden waren, floppte dann auch das Album. In Australien hingegen wurde Impossible Princess zu ihrer erfolgreichsten Veröffentlichung seit ihrem Debüt. Auch ihre Intimate & Live-Tour wurde in Australien ein von positiven Kritiken bedachter Kassenschlager, sodass sogar ein gleichnamiges Live-Album und mit Cowboy Style eine weitere Single auf den Markt kamen.
Ihr europäisches Label Deconstruction kündigte wegen Erfolglosigkeit von Impossible Princess den Plattenvertrag mit Minogue. Dennoch zeigte sich die Sängerin gegen Ende der 1990er Jahre künstlerisch äußerst experimentierfreudig. Dies stellte sie nicht nur mit ihren eigenen, kommerziell wenig erfolgreichen Veröffentlichungen, sondern auch in musikalischen Zusammenarbeiten unter Beweis. So nahm sie 1997 mit dem japanischen Soundkünstler Towa Tei den Dancetrack G.B.I. auf, der im Underground Kultstatus erreichte, sich in den Charts allerdings nicht hoch platzierte. Zusammen mit den Pet Shop Boys spielte sie das Stück In Denial (zu finden auf deren Album Nightlife) ein und sang mit dem australischen Sänger Ben Lee im Duett eine Coverversion des Duran-Duran-Klassikers The Reflex aus dem Jahr 1984 für ein Duran-Duran-Tributalbum. Minogue hatte 1999 zudem kleinere Rollen in den beiden australischen Filmproduktionen Sample People und Cut, die 2000 wenig erfolgreich in den Kinos liefen. Sie spielte auch auf Barbados erstmals auf der Theaterbühne die Rolle der Miranda in dem Shakespeare-Stück Der Sturm. Minogue erreichte durch ihren Auftritt als Unterwäschemodel für die schwedische Modekette H&M in einer europaweiten Werbekampagne 1998 mehr Aufmerksamkeit als mit ihrer Musik oder ihren anderen Projekten. Dies inspirierte sie dann auch zur Kreation ihres eigenen Unterwäsche-Labels Love Kylie, das 2001 mit einer ersten Kollektion seine Markteinführung hatte.

### Comeback (2000–2003)

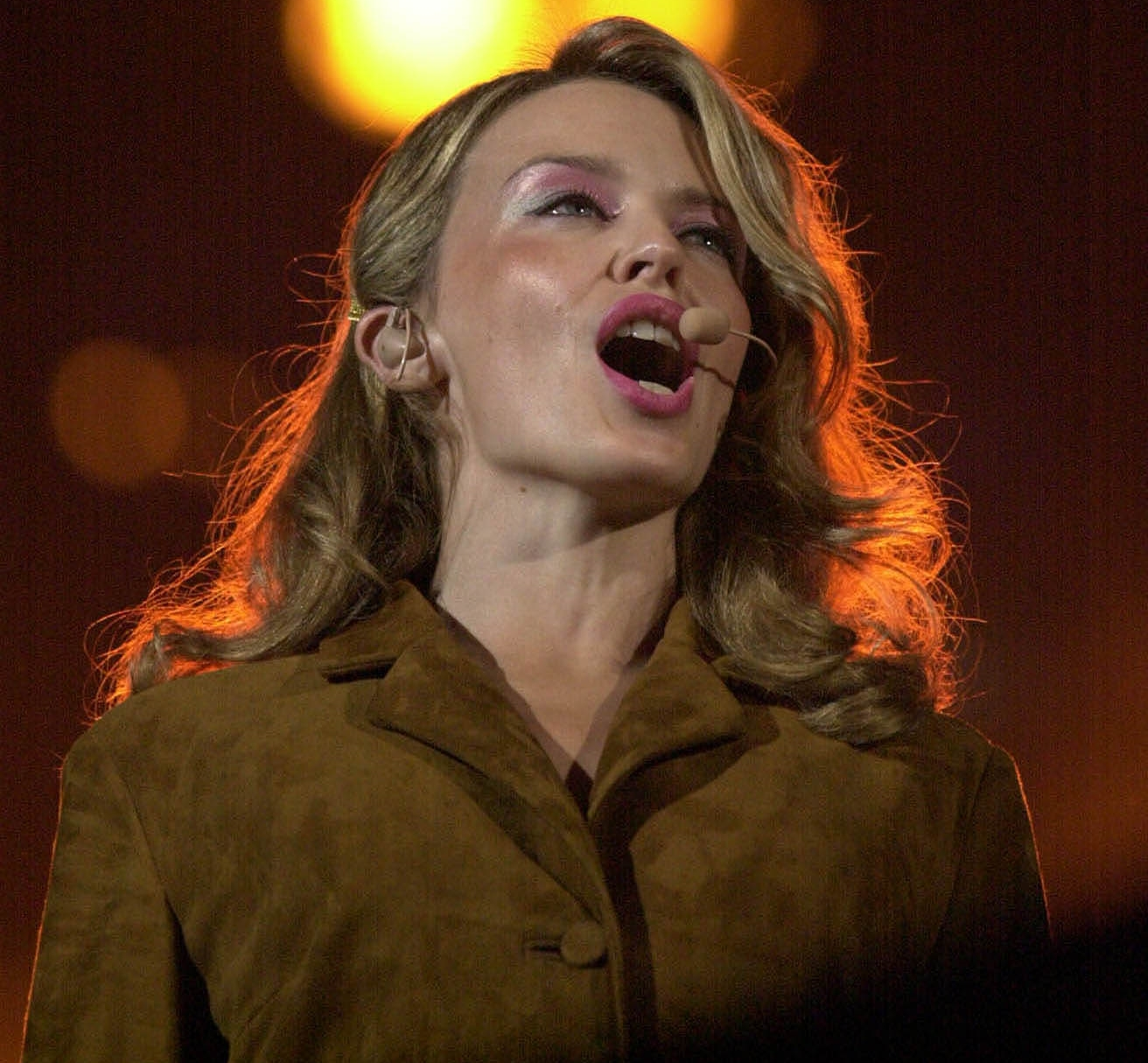
Kylie Minogue, 2000

In Europa seit Ende 1999 bei Parlophone/EMI unter Vertrag, gelang Minogue mit dem Album Light Years im Sommer 2000 ein kommerzielles Comeback. Die erste Singleauskopplung daraus, Spinning Around, stieg nicht nur in Australien von 0 auf Platz 1 der Charts ein, sondern auch in Großbritannien, wo Minogue nach zehn Jahren erstmals wieder die Spitze der Charts erreichte. Damit ist sie neben Madonna nun die einzige Künstlerin, die Nr.-1-Hits in den 1980ern, 1990ern und 2000ern vorweisen kann. Für das Image zu Light Years stilisierte sich Minogue mehr denn je als Sexsymbol, sie bediente sich aber auch sehr stark einer Camp-Ästhetik, wodurch sie vor allem in der Schwulen-Subkultur enorm an Popularität gewann. Weltweite Aufmerksamkeit und ein breites Publikum erreichte sie zudem mit ihrem Auftritt bei der Abschlussfeier der Olympischen Sommerspiele 2000 in Sydney. Dort sang sie nicht nur ihren australischen Nummer-eins–Hit On a Night Like This, sondern auch den ABBA-Klassiker Dancing Queen. Weitere erfolgreiche Singles aus dem Light Years-Album, das an die unbeschwerten Popsongs ihrer Anfangsjahre erinnerte, waren das Robbie-Williams-Duett Kids und Please Stay. In Deutschland wurde anstelle von Please Stay Anfang 2001 allerdings Your Disco Needs You  als Single ausgekoppelt. Mit diesem Song, den sie auch bei Wetten, dass..? präsentierte, landete sie nach über fünf Jahren auch wieder eine Hitsingle in den deutschen Charts. Erstmals war Minogue dann im Frühjahr 2001 mit ihrer On a Night Like This-Tour auf drei Konzerten live in Deutschland zu erleben.
Zeitgleich mit ihrer erfolgreichen Rückkehr auf die oberen Ränge der Musikcharts konnte Minogue auch wieder auf der Kinoleinwand punkten. So hatte sie 2001 als Green Fairy einen Cameo-Auftritt in Baz Luhrmanns erfolgreichem Musicalfilm Moulin Rouge!. Diese Rolle brachte ihr eine Nominierung bei den MTV Movie Awards 2001 als Best Cameo Performance ein.
Im September 2001 gelang Minogue mit der Single Can’t Get You Out of My Head aus ihrem achten Studioalbum Fever ein ganz großes internationales Comeback. Die von Cathy Dennis geschriebene Nummer schaffte in allen europäischen Ländern, mit Ausnahme von Finnland, den Sprung auf Platz eins der Charts, und auch in den USA verbuchte Minogue damit Anfang 2002 wieder einen Top-10-Erfolg. Aber nicht nur die erste Singleauskopplung, auch Fever selbst wurde mit weltweit fast 7 Millionen verkauften Einheiten zu einem fulminanten Erfolg für Minogue. Allein in den USA verkaufte sich das Album über eine Million Mal und schaffte es bis auf Platz 3 der US-Albumcharts. 2002 erhielt Minogue sowohl als beste internationale Sängerin als auch für das beste internationale Album einen BRIT Award. Mit In Your Eyes und Love at First Sight folgten im Frühjahr 2002 weitere international erfolgreiche Singleauskopplungen.
Minogue startete im April 2002 ihre Fever-Tour, die sie für fünf Konzerte auch nach Deutschland führte. Im Herbst 2002 wurde mit Come into My World, von dem vor allem das Video unter der Regie von Michel Gondry und der Remix von Fischerspooner erwähnenswert sind, die letzte Single aus Fever veröffentlicht. Während der Fever-Ära inszenierte sie sich in Musikvideos, auf Fotos und Plattencovern sowie bei Live-Auftritten als futuristisch anmutendes Pin-Up-Girl. In Deutschland brachte ihr dieses Image allerdings den eher unschönen Beinamen „Geilie“ ein.
Im November 2003 veröffentlichte Minogue mit Slow eine Single, die sich stark vom Dance-Pop der erfolgreichen Auskopplungen aus Fever unterschied. Die avantgardistische, zusammen mit Emilíana Torrini geschriebene Nummer eroberte dennoch in zahlreichen Ländern die Spitze der Charts und wurde von der Kritik äußerst positiv aufgenommen. Es folgte das Album Body Language, mit dem sie sich als gereifte Künstlerin etablieren wollte. So ließ sie sich für die dazugehörige visuelle Umsetzung von der französischen Filmikone Brigitte Bardot inspirieren und unternahm den Versuch, sich von ihrem Seximage zu lösen, indem sie sich von der zunehmenden „Pornografisierung der Popkultur“ distanzierte.
Zur Veröffentlichung des Albums gab Minogue ein einmaliges Konzert im Londoner Hammersmith Apollo. Von zahlreichen Fans wurde Body Language aufgrund seiner R&B-Elemente allerdings nicht sehr positiv aufgenommen. Insgesamt honorierten die Plattenkäufer Minogues musikalische und visuelle Veränderungen nicht, sodass Body Language an den kommerziellen Erfolg von Fever nicht anknüpfen konnte. Auch der letzte Schritt zu dauerhaftem Erfolg in den USA blieb ihr trotz – oder gerade wegen – der US-Radiotauglichen Produktion von Body Language großenteils verwehrt. Das Album und die sonst weltweit erfolgreiche Single Red Blooded Woman vom März 2004 floppten dort. Dennoch konnte sich Minogue vor allem in der US-amerikanischen Clubszene als feste Größe etablieren und wurde in den Jahren 2003 bis 2005 mit Love at First Sight, Come into My World und Slow in der Kategorie Best Dance Recording für den Grammy nominiert. Für den Titel Come into My World erhielt sie 2004 den begehrten Preis.

### Retrospektive und Krebserkrankung (2004–2006)

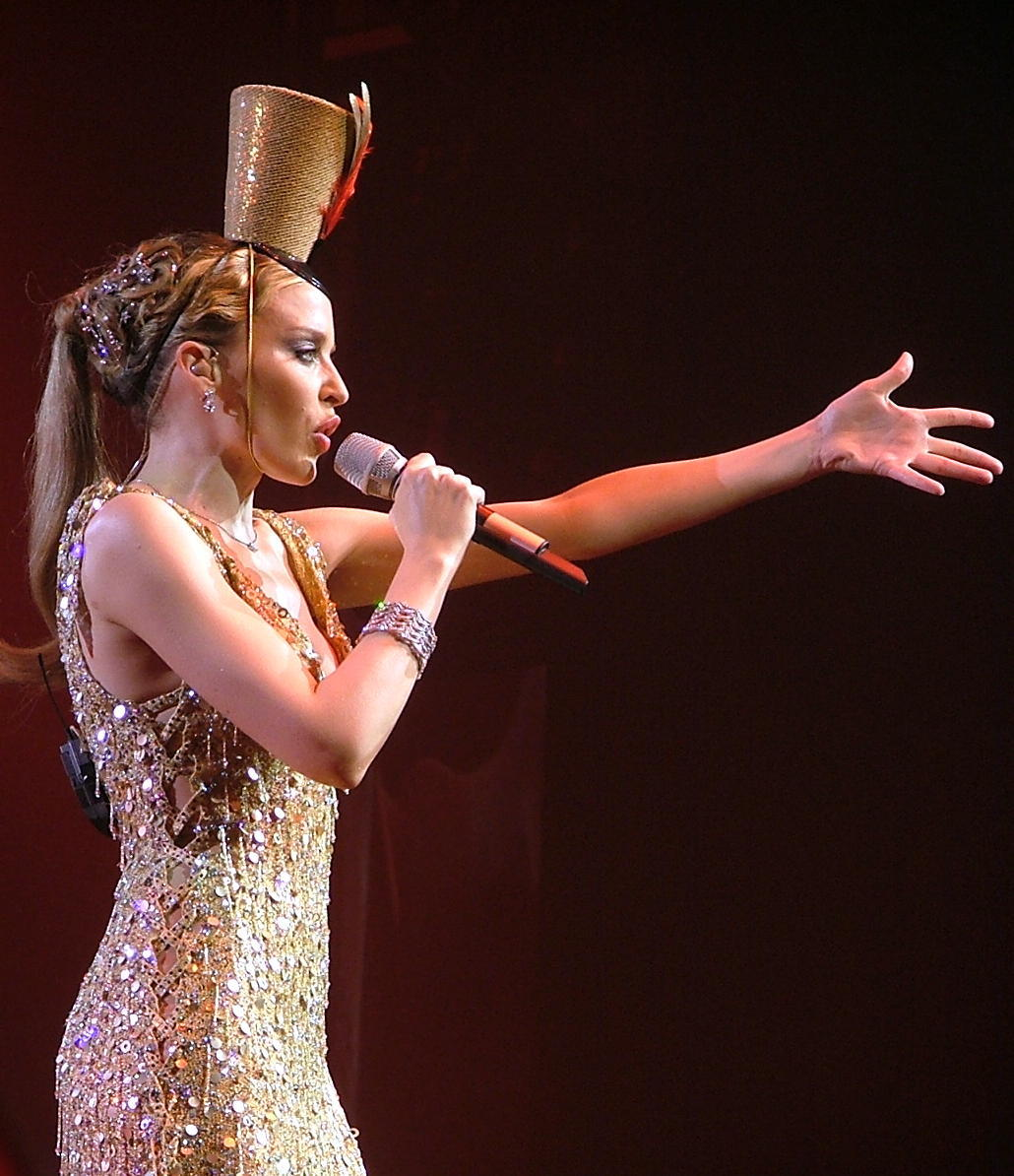
Kylie Minogue (2005)

Nach dem eher mäßigen Erfolg von Body Language legte Minogue im Herbst 2004 mit Ultimate Kylie ihr zweites offizielles Greatest-Hits-Album nach. Die 2 CDs umfassende Rückschau auf ihr bisheriges musikalisches Schaffen wurde zusammen mit den zwei neuen Songs I Believe in You und Giving You Up veröffentlicht. Vor allem I Believe in You, das sie mit den Scissor Sisters aufnahm, entwickelte sich zu einem Hit, der Minogues Erfolgsserie in den internationalen Charts weiterführte und ihr im vierten Jahr in Folge eine Grammy-Nominierung in der Kategorie Best Dance Recording einbrachte. Eine Retrospektive ganz anderer Art bot die Ausstellung Kylie: An Exhibiton. Die Wanderausstellung tourte 2005 durch Australien und zeigte Kostüme und Outfits, die Minogue in ihrer fast zwanzigjährigen Karriere zu einer Stil-Ikone werden ließen.
Mit Showgirl – The Greatest Hits Tour ging Minogue im Frühjahr 2005 auf Welttournee und gab auch drei ausverkaufte Konzerte in Deutschland. Geplant als ihre bislang größte Tour, musste die Sängerin nach Beendigung der europäischen Termine den australischen Teil der Tour im Mai 2005 überraschend absagen, da bei ihr Brustkrebs diagnostiziert wurde. Nach dem Bekanntwerden der Krankheit und dem dadurch weltweit ausgelösten Medienecho stieg die Zahl der Brustkrebs-Vorsorgeuntersuchungen in Minogues Heimatland Australien enorm an. Mediziner sprachen deshalb von einem „Kylie-Effekt“, durch den sich 40 % mehr Frauen zu einer Mammografie anmeldeten als sonst üblich.
Minogue selbst wurde am 20. Mai 2005 in einer Melbourner Klinik erfolgreich operiert und unterzog sich anschließend in Paris, der Heimat ihres damaligen Lebensgefährten Olivier Martinez, einer sechsmonatigen Chemotherapie. Auf DVD wurde indes ein Live-Mitschnitt der Showgirl-Tour veröffentlicht, der im Mai 2005 in der Earls Court Arena in London aufgenommen wurde. Zu Weihnachten 2005 erschien zudem mit Over the Rainbow Minogues erste Veröffentlichung, die nur als Download erhältlich war. Bei dem Stück handelt es sich um eine Live-Version dieses durch Judy Garland bekannt gewordenen Evergreens aus dem Film The Wizard of Oz, den Minogue auf ihrer Showgirl-Tour interpretierte.

### Neuanfang (2006–2011)

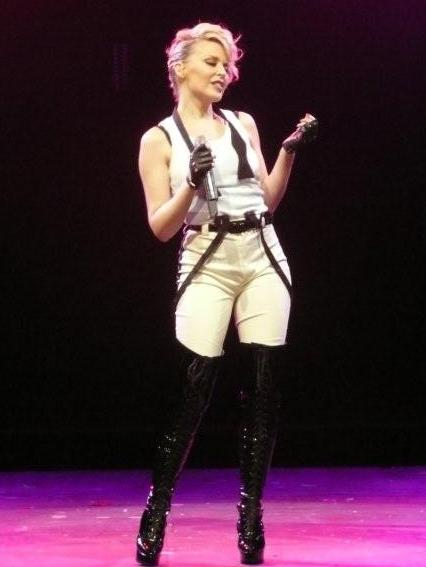
Minogue (2008)

Nach der erfolgreichen Chemotherapie war Minogue seit dem Frühjahr 2006 wieder in der Öffentlichkeit zu sehen. So trat sie im Juni bei einem Konzert ihrer Schwester Dannii auf und veröffentlichte im September 2006 ihr erstes Kinderbuch mit dem Titel The Showgirl Princess. Kurz darauf brachte sie mit Darling ihr erstes Parfüm auf den Markt; die zweite Duftkreation, Sweet Darling, folgte 2007. Die wegen Minogues Krebserkrankung ausgefallene Konzerttour durch Australien wurde unter dem Titel Showgirl Homecoming Tour im November und Dezember 2006 nachgeholt, wobei das Konzept der Show völlig überarbeitet wurde. Nach den Konzerten in ihrem Heimatland absolvierte sie am Silvesterabend sowie an sechs weiteren Terminen im Januar 2007 Auftritte in der Londoner Wembley Arena. Die Konzertkarten dafür waren binnen kürzester Zeit ausverkauft. Ihren Abschluss fand die Showgirl Homecoming Tour nach weiteren sechs ausverkauften Konzerten in Manchester. Zeitgleich erschien die Live-CD Showgirl Homecoming Live. Während der Tournee wurde Minogue von ihrem langjährigen Kreativdirektor William Baker mit der Filmkamera begleitet. Aus Backstage-Aufnahmen und Interviews fertigte Baker den Dokumentarfilm White Diamond, der am 16. Oktober 2007 in London Premiere hatte und später in den deutschen Kinos zu sehen war.
Von Februar bis Juni 2007 fand die Ausstellung Kylie – The Exhibition im Londoner Victoria and Albert Museum statt, bei der Bühnenoutfits und Kostüme der Sängerin gezeigt wurden. Die bereits in ähnlicher Form in vier australischen Städten präsentierte Ausstellung blieb nicht ohne Kritik. So empörten sich zahlreiche Kunstkritiker darüber, dass die „Klamottenschau eines Promis“ in dem traditionsreichen Haus ausgestellt wurde. Im Mai 2007 war Minogue zum zweiten Mal für H&M als Werbefigur im Einsatz und präsentierte unter dem Titel H&M loves Kylie eine Bademodekollektion. Zehn Prozent der Einnahmen aus dem Verkauf der Kollektion kamen der Organisation WaterAid zugute, die dabei hilft, Menschen in von Armut betroffenen Regionen Afrikas und Asiens mit sauberem Trinkwasser zu versorgen.
Im November 2007 veröffentlichte Minogue ihr zehntes Studioalbum X. Als Vorabsingle erschien der Song 2 Hearts, der von der englischen Underground-Elektroformation Kish Mauve komponiert und produziert wurde. Musikalisch gespickt mit Glam-Rock-Einflüssen platzierte sich die Single nur in wenigen Ländern auf den vorderen Rängen der Charts. In Australien zumindest gelang ihr mit der ersten Auskopplung aus ihrem zehnten Studioalbum auch ihr zehnter Nummer-eins-Hit. In Deutschland war die zweite Singleauskopplung In My Arms (2008) hingegen weitaus erfolgreicher und wurde in den deutschen Singlecharts zu Minogues größtem Erfolg seit Can’t Get You Out Of My Head. Im Mai und Juni 2008 präsentierte sich Minogues X im Rahmen der ausgedehnten Welttournee KylieX2008 auch in sechs deutschen Städten. Insgesamt blieben die Verkäufe des Albums allerdings hinter den Erwartungen zurück. So schaffte X in den US-Charts nicht einmal den Sprung in die Top 100 und setzte weltweit nur rund eine Million Einheiten ab.

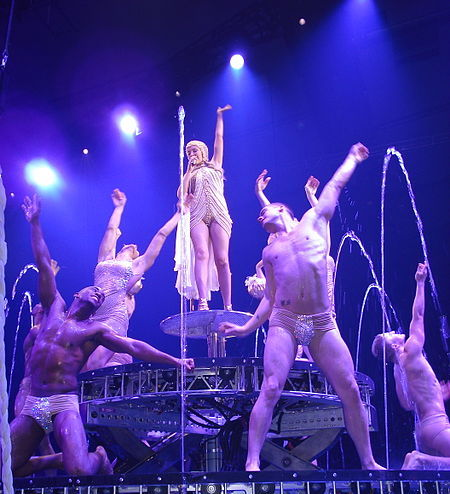
Minogues Wassershow-Finale bei ihrer Aphrodite Les Folies Tour (2011)

Minogue veröffentlichte Anfang 2009 ein Remixalbum mit dem Titel Boombox. Es beinhaltet Remixes von Minogues Singles während ihrer Zeit beim Plattenlabel Parlophone/EMI sowie einen Remix des bisher unveröffentlichten Songs Boombox. Im Juli 2010 erschien mit Aphrodite Minogues elftes Studioalbum, das stilistisch eine Rückkehr zum Dance-Pop ihrer erfolgreichen Alben Light Years und Fever darstellte. Die erste Single-Auskopplung daraus war All the Lovers. Mit Aphrodite gelang es Minogue erstmals seit der Veröffentlichung von Fever im Jahr 2001 wieder, die Spitze der britischen Album-Charts zu erreichen. Nach der ebenfalls erfolgreichen zweiten Auskopplung Get Outta My Way veröffentlichte Minogue im Dezember 2010 zwei Singles, die dritte Auskopplung Better Than Today und den neuen Song Higher, den sie zusammen mit Taio Cruz aufnahm. Der Song erreichte in vielen Ländern die Top Ten der Singlecharts. 2011 startete Minogues ihre bis dahin größte weltweite Tour Aphrodite Les Folies  und veröffentlichte mit Put Your Hands Up ihre vierte und letzte Auskopplung aus dem Album, die jedoch kein großer Erfolg wurde. Im selben Jahr wurde Minogue in die ARIA Hall of Fame aufgenommen.

### K25-Kampagne (2012)
Anlässlich ihres 25-jährigen Bühnenjubiläums absolvierte sie im Frühjahr 2012 die sogenannte Anti-Tour, die einen Gegensatz zu ihren stets aufwändig und pompös inszenierten vorherigen Tourneen darstellen sollte. Hierbei gab sie in Australien und Großbritannien mehrere Konzerte im kleinen Rahmen. Ebenfalls Konzept dieser Tour war es, lediglich B-Seiten und unveröffentlichte Songs aus ihren Alben vorzutragen.
Im Mai 2012 wurde die Single Timebomb veröffentlicht. In Australien erreichte diese Platz 12 der offiziellen Charts sowie Platz 1 der Dance-Charts, in Großbritannien Platz 31 und Deutschland Platz 56. Ein Greatest-Hits-Album The Best of Kylie Minogue wurde im Juni veröffentlicht. Im Oktober 2012 präsentierte Minogue ihr neues Album The Abbey Road Sessions, das am 26. Oktober in Deutschland erschien. Das Album, das in den Abbey Road Studios in London aufgenommen wurde, beinhaltet 15 neu aufgenommene und für Orchester arrangierte Versionen ihrer größten Hits sowie das neue Stück Flower, das im September als erste Single daraus veröffentlicht wurde.

### Zeit bei Roc Nation (2013–2016)

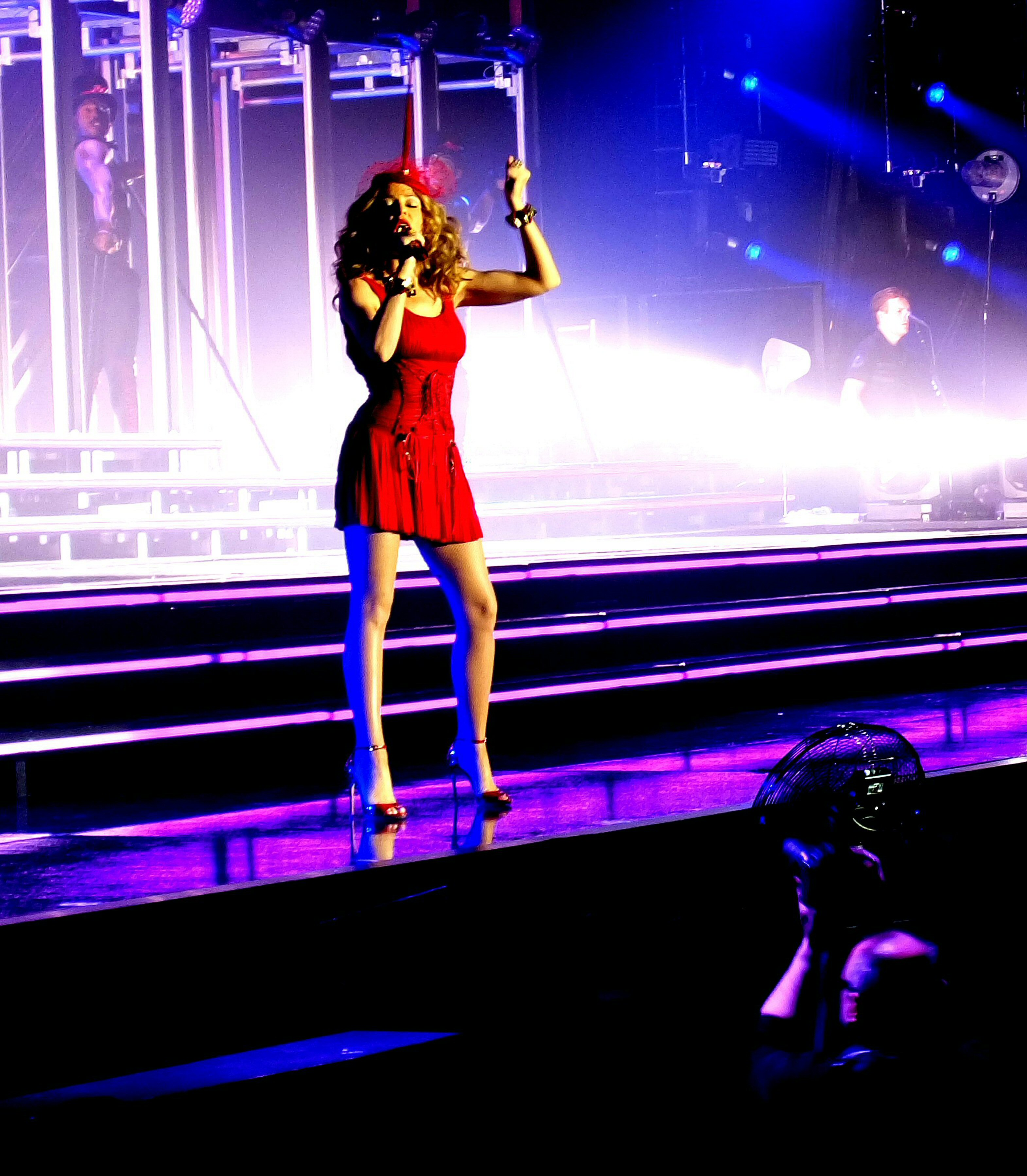
Minogue während ihrer Kiss Me Once-Tour (2014)

Zu ihrem 45. Geburtstag veröffentlichte Minogue im Mai 2013 den Song Skirt. Diese Buzz-Single interpretiert moderne Musikstile wie Dubstep und war als Vorgeschmack auf ihr zwölftes Studioalbum zu verstehen. Im September 2013 machte Minogue weiterhin durch ein Duett mit der italienischen Sängerin Laura Pausini auf sich aufmerksam. Der gemeinsame Titel Limpido erreichte Platz 1 in Italien.
Zum Jahresende wurde Minogue als Jurorin der Castingshows The Voice UK und The Voice (Australien) engagiert, wodurch sich die Veröffentlichung ihres neuen Albums von November 2013 auf März 2014 verschoben hat. Minogues zwölftes Studioalbum mit dem Titel Kiss Me Once markierte dann auch einen neuen Karriereabschnitt für die Sängerin, nachdem sie sich bereits im Januar 2013 von ihrem langjährigen Manager Terry Blamey trennte und zu Roc Nation wechselte. An Kiss Me Once wirkten u. a. Pharrell Williams, Stargate und Sia mit. Die erste Singleauskopplung Into the Blue wurde im Januar 2014 allerdings mit nur mäßigem Charterfolg herausgebracht. Auch die von Pharrell Williams produzierte zweite Single I Was Gonna Cancel konnte nicht an frühere Erfolge anknüpfen. Im Mai 2014 veröffentlichte Minogue zugunsten der Kampagne „One Note Against Cancer“ die Charity-Single Crystallize.
Am 24. September 2014 startete Minogue eine Tour zum Album. In Deutschland waren vier Konzerte geplant, die am 17. Oktober 2014 aufgrund einer Insolvenz des deutschen Tourneeveranstalters abgesagt wurden. Die Kiss Me Once Tour konnte allerdings nicht mit den pompösen Vorgängertourneen mithalten. Während Minogue Ende 2014 den europäischen Teil der Tournee beendete, wurde der australische Teil der Tournee im März 2015 ausgetragen. Ebenfalls im März 2015 erschien ein Live-Mitschnitt des Konzertes in Glasgow als DVD und CD. Mit der Veröffentlichung des Livealbums und dem Ende der Tournee gab Minogue bekannt, dass sie Roc Nation und ihr Plattenlabel Parlophone verlassen hat. Grund war der Misserfolg des Albums Kiss Me Once.
Im Januar 2015 veröffentlichte Minogue die Single Right Here, Right Now zu der auch Giorgio Moroder beisteuerte. Dieser gab bekannt, dass Minogue zusammen mit Fernando Garibay, mit dem sie schon eine EP im September 2014 veröffentlicht hatte, an einer neuen EP arbeiten würde. Diese EP trägt den Namen „Kylie“ und erschien im September 2015.
Anfang Oktober 2015 kündigte Minogue ihr dreizehntes Studioalbum an. Dieses trug den Namen Kylie Christmas und erschien im November 2015. Bei dem Album handelt es sich um ein Weihnachtsalbum. 2016 erschien eine erweiterte Version unter dem Namen Snow Queen. Sowohl Kylie Christmas als auch Snow Queen waren nur mäßig erfolgreich.

### Rückkehr zu BMG (2017–2022)

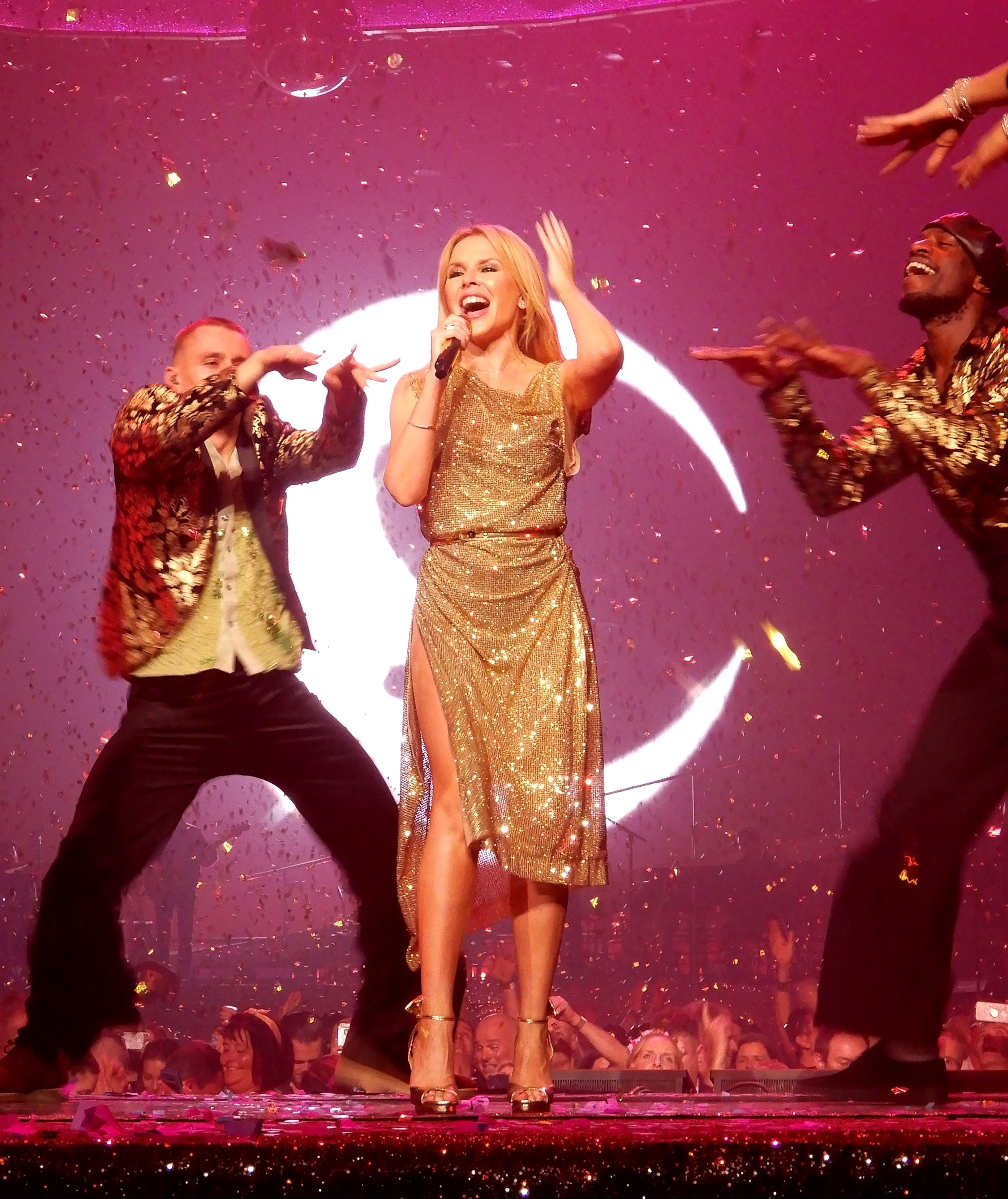
Minogue in Nottingham während ihrer Golden-Tour (2018)

Im Februar 2017 gab Minogue bekannt, dass sie einen Plattenvertrag mit BMG unterschrieben habe und kündigte ihr 14. Studioalbum an. Im Januar 2018 erschien mit Dancing die erste Single aus dem neuen Album.
Das Album erschien schließlich im April 2018 unter dem Titel Golden. Kurz vor der Veröffentlichung erschien mit Stop Me From Falling die zweite Singleauskopplung. Golden besitzt Einflüsse aus dem Country-Genre und ist das erste Album seit Impossible Princess aus dem Jahr 1997, für das Minogue alle Songs geschrieben hat. Zur Veröffentlichung des Albums tourte sie im Rahmen ihrer Kylie: Presents Golden-Tour durch verschiedenen Clubs und Bars.
Sowohl Dancing als auch Stop Me From Falling erreichten eher niedrige Chartplatzierungen. Doch während die Singles keine großen Erfolge waren, erreichte das Album mühelos Minogues alte Erfolge. Golden konnte in Australien und Großbritannien die Spitzenposition erreichen, und auch in Deutschland erreichte Minogue die Top 3 in den Albumcharts.
Im September 2018 startete die Golden-Tour. Angekündigt als eine Tournee durch Irland und Großbritannien, erweiterte sich die Tour aufgrund der Nachfrage um mehrere Shows in ganz Europa. Der europäische Teil der Tournee fand seinen Abschluss im November 2018 mit einem Konzert in Hamburg. Die Tournee wurde im März 2019 um einen australischen Teil erweitert.
Anfang Mai 2019 kündigte Minogue mit Step Back in Time: The Definitive Collection, eine neue Greatest-Hits-Sammlung an. Diese erschien im Juni 2019 und beinhaltet mit New York City, einen neuen Song, der vorab als Single veröffentlicht wurde. Die Greatest-Hits-Sammlung erreichte sowohl in Großbritannien als auch in Australien Platz 1 der Charts. Zu der Promotion dieser Kompilation tourte Minogue im Sommer 2019 im Rahmen ihrer Kylie Summer 2019-Tour durch Europa.
Die Tour beinhaltete auch ihren Auftritt beim Glastonbury Festival, bei dem sie eigentlich 2005 hatte auftreten sollen, wegen ihrer Brustkrebserkrankung aber absagen musste. Ihr Auftritt hatte die höchsten Einschaltquoten in der Geschichte des Festivals. Im weiteren Verlauf des Jahres wurden noch zwei Songs von Minogue veröffentlicht. Really Don’t Like You entstand bei einer Zusammenarbeit mit Tove Lo, und On Oublie Le Reste war eine Zusammenarbeit mit der französischen Sängerin Jenifer Bartoli. Zudem ist es der erste Song, den Minogue auf Französisch eingesungen hat.
Im Juli 2020 kündigte Minogue mit Disco ihr 15. Studioalbum an und veröffentlichte die erste Singleauskopplung Say Something. Der Song wurde von Kritikern gelobt, allerdings erreichte der Song nur niedrige Chartplatzierungen. Die zweite Auskopplung trug den Namen Magic und war kommerziell erfolgreicher als Say Something.
Im November 2020 erschien schließlich das Album, das sich stilistisch und thematisch um die Disco-Musik der 1970er Jahre dreht. An diesen Album wirkte Minogue erstmals als Tontechnikerin mit, da sie den Großteil der Aufnahmen selbstständig in ihrem Haus aufgenommen hat. Das Album war kommerziell erfolgreich und erreichte erneut die Spitzenpositionen in Großbritannien und Australien. Auch in Deutschland erreichte das Album den dritten Platz in den Charts.
Zur Promotion des Albums und wegen der COVID-19-Pandemie gab Minogue im November 2020 ein Livestream-Konzert mit dem Titel Infinite Disco. Das einstündige Programm beinhaltete viele Songs vom Disco-Album, aber auch einige ihrer älteren Songs. Ebenfalls im November veröffentlichte sie mit I Love It eine weitere Singleauskopplung des Albums sowie die EP At Home With, die akustische Songs beinhaltet. Auch die dritte Singleauskopplung aus dem Dezember 2020, Real Groove, erreichte die Charts. Mit Dancefloor Darling erschien im April 2021 die letzte Auskopplung aus dem Album.
Im November 2021 erschien mit Disco – Guest List Edition eine erweiterte Version des Albums Disco. Auf dieser fanden sich Remixe zu den Singleauskopplungen sowie drei neue Duette. Die erste Singleauskopplung A Second to Midnight entstand in einer Zusammenarbeit mit Years & Years und erschien im September 2021. Es war die zweite Zusammenarbeit in dem Jahr, im Mai 2021 war die erste gemeinsame Single Starstruck erschienen.
Ebenfalls im Mai veröffentlichte Minogue die Single Marry the Night, bei der es sich um eine Coverversion von Lady Gagas 2011 veröffentlichter Single handelt. Kiss of Life eine Zusammenarbeit mit Jessie Ware war die zweite Singleauskopplung aus Disco - Guest List Edition und erschien im Oktober 2021. Die dritte und letzte Singleauskopplung Can’t Stop Writing Songs About You erschien im März 2022 und ist ein Duett mit Gloria Gaynor.

### Tension und II (Seit 2023)

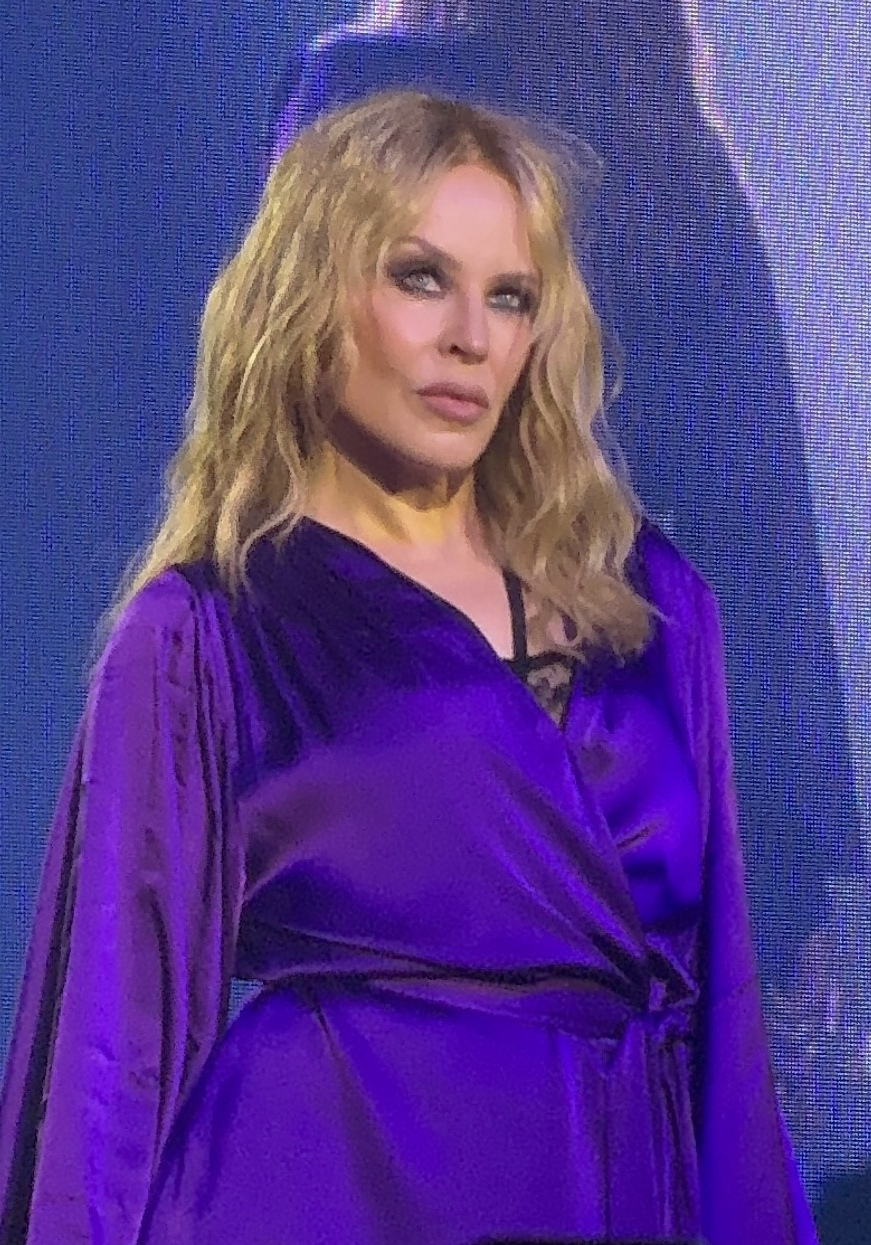
Kylie Minogue (2025)

Im Mai 2023 veröffentlichte sie die Single Padam Padam, der ersten Auskopplung aus ihrem 16. Studioalbum Tension. Die Single erreichte die Top 10 der britischen Charts. Im Februar 2024 erhielt Minogue ihren zweiten Grammy, Padam Padam gewann in der Kategorie "Bester Dance-Record". Im März 2024 erhielt sie bei den Brit Awards den Global Icon Award.
Die zweite Singleauskopplung Tension erschien im August 2023. Das gleichnamige Studioalbum erschien im September 2023 und erreichte auf Anhieb die Spitzenpositionen in Großbritannien und Australien sowie die Top 5 in Deutschland. In Großbritannien wurde das Album in der Veröffentlichungswoche öfter verkauft als die restlichen Alben der Top 10 zusammen. Zur Veröffentlichung des Albums betrieb Minogue einen Pop-up-Store in London. Die dritte Singleauskopplung Hold on to Now erschien im November 2023. 
Sowohl um das Album zu promoten als auch ihren Stand in den USA zu festigen trat Minogue von November 2023 bis Mai 2024 im Venetian Resort Hotel in Las Vegas auf und eröffnete den dortigen neugestalteten Show-Bereich Voltaire mit ihrer Show More Than Just a Residency.
2024 veröffentlichte sie Kollaborationen mit verschiedenen Künstlern. So erschien im Februar 2024 die Single Dance Alone gemeinsam mit Sia, ehe sie im Juni 2024 mit Orville Peck den Country-Song Midnight Ride veröffentlichte. My Oh My war eine Zusammenarbeit mit Bebe Rexha und Tove Lo und erschien im Juli 2024, im August 2024 folgte ihre Kollaboration mit The Blessed Madonna Edge of Saturday Night.
Minogue kündigte im September 2024 ihr 17. Studioalbum Tension II an. Bei dem Album handelt es sich um eine direkte Fortsetzung des Vorgängeralbums, die gleichzeitig elektronischer und dancelastiger sein soll. Das Album war laut Minogue nicht geplant, sondern entstand, weil durch den Erfolg von Padam Padam verschiedene Produzenten an sie herangetreten waren, und sie sich inspiriert fühlte, weitere Songs aufzunehmen. Tension II erschien im Oktober 2024, nachdem im September die Leadsingle Lights, Camera, Action veröffentlichte worden war. Die zuvor veröffentlichten Kollaborationen aus dem Jahr 2024 finden sich ebenfalls auf dem Album. Tension II erreichte wie sein Vorgänger auf Anhieb die Spitzenpositionen in Großbritannien und Australien sowie die Top 5 in Deutschland. 
Im Februar 2025 veröffentlichte Minogue mit dem brasilianischen DJ Alok die Single Last Night I Dreamt I Fell in Love zeitgleich mit dem Start ihrer Welttournee. Die Tension Tour startete im Februar 2025 in Australien und soll im August 2025 nach 66 Konzerten in Mexiko enden. Zwei Konzerte spielte sie im ausverkauften Madison Square Garden in New York City und machte in Deutschland in Berlin, Düsseldorf und Stuttgart Halt. 2025 stand Minogue in der Miniserie The Residence vor der Kamera. Darüber hinaus lancierte sie die Parfüms Lovers Noir und Lovers Fleurs.

## Stil

### Musikalische Entwicklung
Die ersten beiden Plattenvereröffentlichungen von Minogue, Kylie (1988) und Enjoy Yourself (1989), waren sowohl musikalisch als auch in Bezug auf die Texte vollständig vom dancelastigen Stil des Produzententeams Stock Aitken Waterman beeinflusst. Mit Rhythm of Love (1990) und Let’s Get to It (1991) versuchte Minogue auch selbst sich am kreativen Prozess zu beteiligen. Dies gelang ihr vollständig allerdings erst nach dem Wechsel zum Plattenlabel Deconstruction mit den Alben Kylie Minogue (1994) und Impossible Princess (1998) sowie den Kollaborationen mit Nick Cave, den Manic Street Preachers, Towa Tei oder den Pet Shop Boys. Der kommerzielle Erfolg blieb allerdings aus.
Nach dem Wechsel zum Plattenlabel Parlophone/EMI wurden Minogues Veröffentlichungen mit eingängigeren Popsongs wieder auf den kommerziellen Musikmarkt hin ausgerichtet. War das Album Light Years (2000) dabei noch stark vom Stil der 1970er Jahre Diskomusik geprägt, enthielt Minogues großes Comeback-Album Fever (2001) eher Reminiszenzen an die elektronische Tanzmusik der 1980er Jahre und darüber hinaus Electronica-Elemente. Mit dem auf den US-amerikanischen Markt ausgerichtete Album Body Language (2003) experimentierte Minogue auch mit zeitgenössischem R&B. Auch wenn das Gros der Minogue-Songs dem Dance-Pop zuzuordnen ist, ist ein Stilmix für die Veröffentlichungen Minogues von 2000 bis 2008 bezeichnend. Dies wird insbesondere auf Minogues zehntem Album X (2007) deutlich, das musikalisch einen eher uneinheitlichen Charakter trägt.

### Visuelle Inszenierung

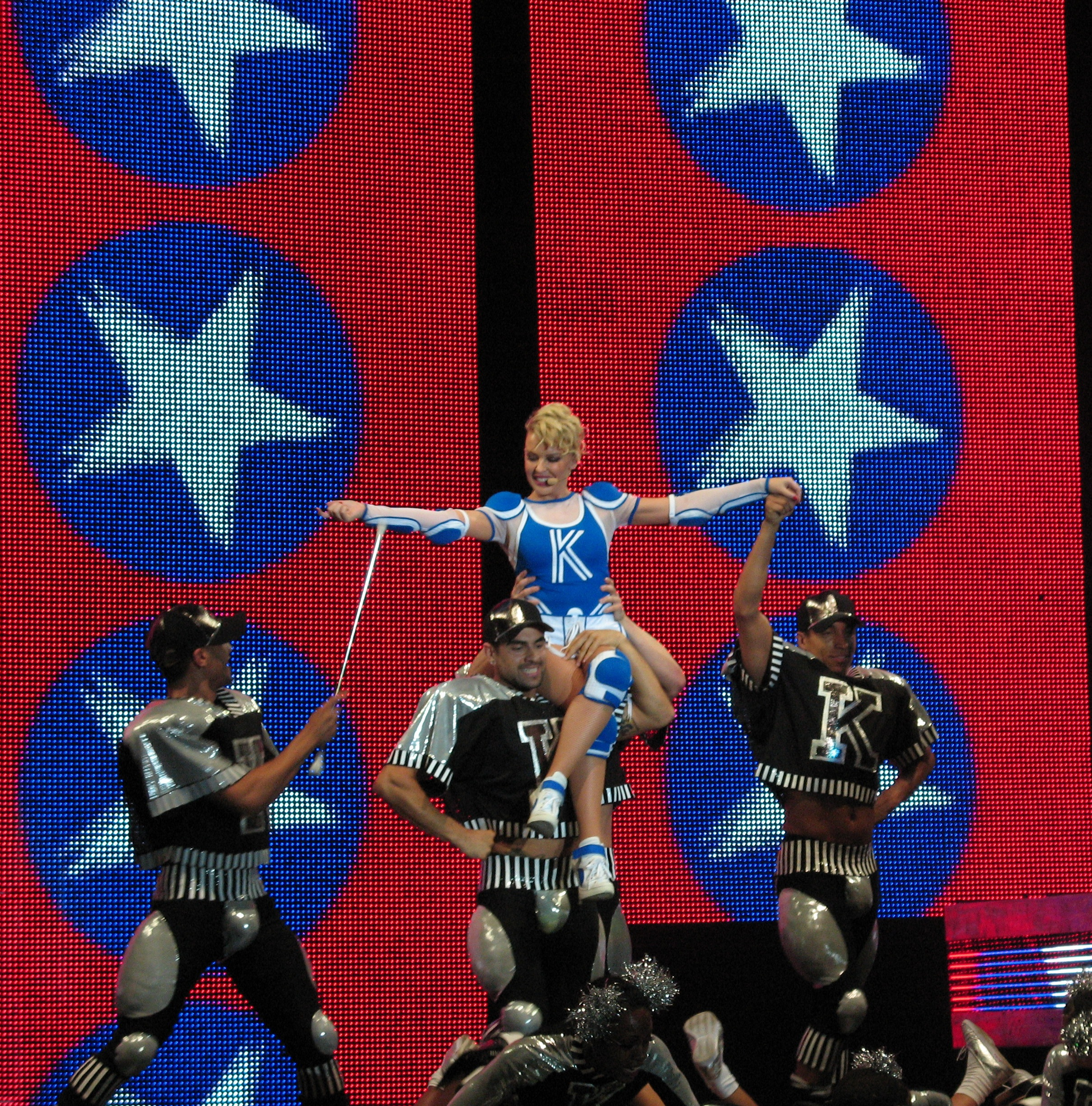
Choreografierte Tanzeinlagen, Videoprojektionen und ausgefallene Bühnenoutfits sind Bestandteil der Touren von Minogue, hier die KylieX2008-Tour (2008)

Neben dem musikalischen Œuvre sind es vor allem Minogues visuelle Inszenierungen in Videos oder bei Live-Auftritten, die ihr öffentliches Bild zeichnen. Nachdem Minogue zu Beginn ihrer Karriere bezüglich ihrer Live-Auftritte von der Kritik zuweilen als „zweitklassige Madonna“ bezeichnet wurde, etablierte sie sich mit Intimate & Live (1998) endgültig als erfolgreiche Konzertkünstlerin und Entertainerin. Begünstigt durch ihr kommerzielles Comeback wurden Minogues Tourneen immer aufwändiger. Zu den Designern ihrer Bühnenoutfits gehörten unter anderem Dolce & Gabbana, Karl Lagerfeld, John Galliano und Jean Paul Gaultier.
Minogue absolvierte zahlreiche Tourneen:
- 1989: Disco in Dream Tour (Japan)
- 1990: Enjoy Yourself Tour (Europa)
- 1991: Rhythm of Love Tour (Australien, Südostasien, Japan)
- 1991: Let’s Get to It Tour (UK, Irland)
- 1998: Intimate and Live Tour (Australien, UK)
- 2001: On a Night Like This (Europa, Australien)
- 2002: KylieFever2002 (Europa, Australien)
- 2005: Showgirl: The Greatest Hits Tour (Europa)
- 2006/07: Showgirl: The Homecoming Tour (Europa, Australien)
- 2008: KylieX2008 (Europa, Südamerika, Asien, Australien und Neuseeland)
- 2009: For You for Me Tour / KylieUSA2009 (Kanada, USA)
- 2011: Aphrodite: Les Folies Tour (Europa, Amerika, Australien, Asien, Afrika)
- 2012: Anti-Tour (Europa, Australien)
- 2014/15: Kiss Me Once Tour (Europa, Australien, Asien)
- 2015: Kylie Summer 2015 (Europa)
- 2015/16: A Kylie Christmas (Europa)
- 2018: Kylie Presents: Golden (Europa)
- 2018/19: Golden Tour (Europa, Australien)
- 2019: Kylie Summer 2019 (Europa)
- 2023/24: More Than Just a Residency (Las Vegas)
- 2025: Tension Tour (Australien, Asien, Nordamerika, Europa, Südamerika)

## Bedeutung

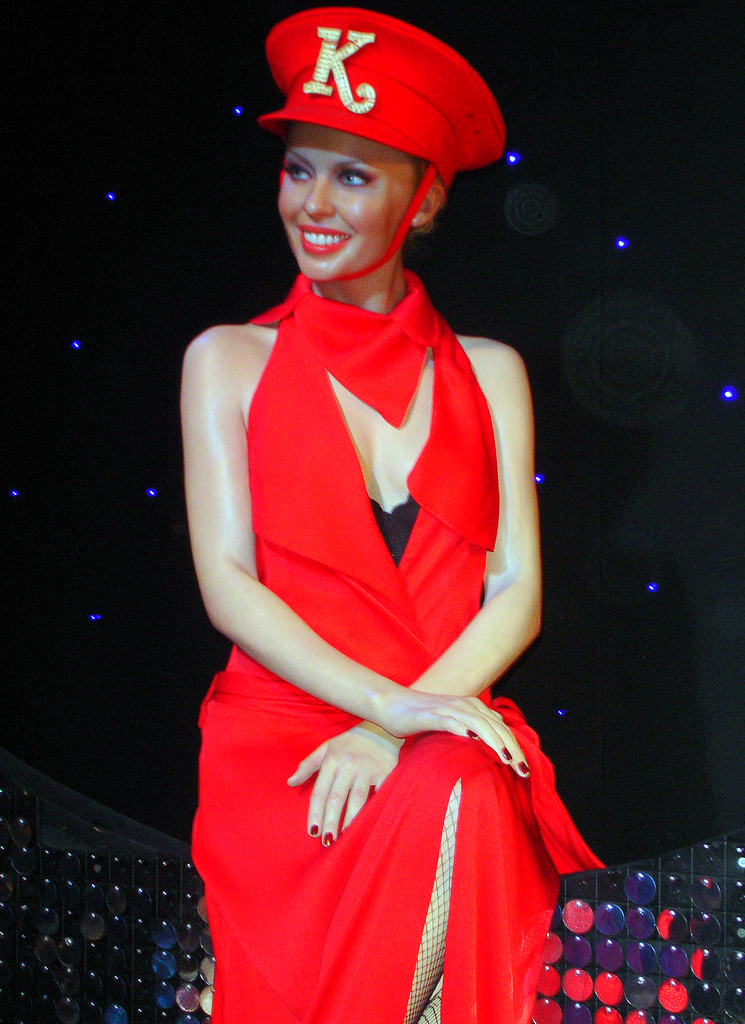
Minogue als Wachsstatue im Londoner Madame Tussauds

Minogue ist einerseits erfolgreiche Popmusikerin und Stil-Ikone, wurde andererseits aber auch für ihre Veröffentlichungen und ihren Status im Laufe ihrer Karriere stark kritisiert. So sah sie sich als erfolgreichster Act des Produzententeams Stock Aitken Watermann und Teenie-Star bereits zu Beginn ihrer Musikkarriere heftigen Anfeindungen seitens der Musikkritik und der britischen Independent-Szene ausgesetzt. Als „singender Wellensittich“ verspottet, war sie ein regelrechtes Hassobjekt, da sie mit ihren Popsongs, veröffentlicht beim unabhängigen Plattenlabel PWL, regelmäßig die Spitzenpositionen der Indie-Charts erreichte.
Im zwanzigsten Jahr ihrer Musikkarriere erhielt Minogue hingegen offizielle Ehren. So wurde sie im Oktober 2007 als erste Frau mit dem Music Industry Trust Award geehrt. In der Begründung für die Auszeichnung hieß es, dass Minogue eine der größten Entertainerinnen aller Zeiten und eine Ikone des Pop und Stils sei, die Millionen mit ihrer Anmut, Würde und Menschlichkeit begeistere. Zum Jahreswechsel wurde bekannt, dass Minogue von Elisabeth II. aufgrund ihrer Verdienste um die Musik als Officer in den Order of the British Empire (OBE) aufgenommen worden ist. Im Juli 2008 wurde ihr der Orden vom Thronfolger Prinz Charles offiziell überreicht. Im Mai 2008 hatte Minogue bereits den französischen Kulturorden Ordre des Arts et des Lettres erhalten.

## Marke „Kylie“
Neben zahlreichen Werbeauftritten für internationale Modelabels wie H&M und Agent Provocateur ist Minogue seit 2001 mit mehreren eigenen Produktlinien aus dem Lifestyle-Bereich auf dem Markt. Hierzu gehört die Marke Love Kylie, unter der sie seit 2001 erfolgreich Damenunterwäsche verkauft. 2008 brachte sie eine Heimtextilien-Kollektion unter der Marke Kylie at home heraus. Zum Sortiment gehören Bettwäsche, Vorhänge und Kissen aus Organza, Taft und Seide. Die Kollektion wird nur in britischen Warenhäusern vertrieben. In Zusammenarbeit mit dem Kosmetikhersteller Coty hat sie seit 2006 acht Duftlinien kreiert und auf den Markt gebracht:
- 2006: Darling
- 2007: Sweet Darling
- 2008: Showtime
- 2008: Sexy Darling
- 2009: Couture
- 2009: Inverse – Kylie Minogue for men
- 2010: Pink Sparkle / Pink Sparkle Pop
- 2011: Dazzling Darling
- 2021: Darling
- 2022: Disco Darling
- 2025: Lovers Noir
- 2025: Lover Fleurs

Seit 2008 wirbt Minogue auch für das spanische Mode- und Schmucklabel Tous. Im März 2013 ist ihr Modebuch Kylie Fashion erschienen. Laut dem Wirtschaftsmagazin Forbes ließ sich Minogue zudem einige Rechte zu ihrem Vornamen Kylie patentieren. Zum Beispiel sicherte sie sich die Marken- und Vermarktungsrechte ihres Vornamens in Verbindung mit Musik, Musikvideos und Konzerten. Minogue befindet sich mit Kylie Jenner (Realityshow-Darstellerin und Tochter von Kris Jenner) in einem Markenstreit um das alleinige Vermarktungsrecht des Vornamens Kylie. Seit Mai 2020 hat Minogue eine eigene Linie für Weine. Wines by Kylie Minogue sollen sich laut Medienberichten bereits über eine Million Mal verkauft haben (Stand: Juni 2021).

## Diskografie
Studioalben

| Jahr | Titel Musiklabel (Australien • International)                          | Höchstplatzierung, Gesamtwochen/‑monate, AuszeichnungChartplatzierungen (Jahr, Titel, Musiklabel [Australien • International], Platzierungen, Wochen/Monate, Auszeichnungen, Anmerkungen) | Höchstplatzierung, Gesamtwochen/‑monate, AuszeichnungChartplatzierungen (Jahr, Titel, Musiklabel [Australien • International], Platzierungen, Wochen/Monate, Auszeichnungen, Anmerkungen) | Höchstplatzierung, Gesamtwochen/‑monate, AuszeichnungChartplatzierungen (Jahr, Titel, Musiklabel [Australien • International], Platzierungen, Wochen/Monate, Auszeichnungen, Anmerkungen) | Höchstplatzierung, Gesamtwochen/‑monate, AuszeichnungChartplatzierungen (Jahr, Titel, Musiklabel [Australien • International], Platzierungen, Wochen/Monate, Auszeichnungen, Anmerkungen) | Höchstplatzierung, Gesamtwochen/‑monate, AuszeichnungChartplatzierungen (Jahr, Titel, Musiklabel [Australien • International], Platzierungen, Wochen/Monate, Auszeichnungen, Anmerkungen) | Höchstplatzierung, Gesamtwochen/‑monate, AuszeichnungChartplatzierungen (Jahr, Titel, Musiklabel [Australien • International], Platzierungen, Wochen/Monate, Auszeichnungen, Anmerkungen) | Anmerkungen                                                  |
| Jahr | Titel Musiklabel (Australien • International)                          | DE | AT | CH | UK | US | AU | Anmerkungen                                                  |
| ---- | ---------------------------------------------------------------------- | --- | --- | --- | --- | --- | --- | ------------------------------------------------------------ |
| 1988 | Kylie Mushroom Records (Mushroom) • PWL Records (Pinnacle)             | DE8 Gold · (25 Wo.)DE | AT15 (4 Mt.)AT | CH7 Platin · (14 Wo.)CH | UK1 ×7Siebenfachplatin · (69 Wo.)UK | US53 Gold · (28 Wo.)US | AU2 ×6Sechsfachplatin · (31 Wo.)AU | Erstveröffentlichung: 4. Juli 1988 Verkäufe: + 6.000.000     |
| 1989 | Enjoy Yourself Mushroom Records (Mushroom) • PWL Records (Pinnacle)    | DE33 (13 Wo.)DE | — | CH13 Gold · (3 Wo.)CH | UK1 ×4Vierfachplatin · (34 Wo.)UK | — | AU9 Platin · (16 Wo.)AU | Erstveröffentlichung: 9. Oktober 1989 Verkäufe: + 1.575.000  |
| 1990 | Rhythm of Love Mushroom Records (Mushroom) • PWL Records (Pinnacle)    | — | — | — | UK9 Gold · (23 Wo.)UK | — | AU10 Platin · (20 Wo.)AU | Erstveröffentlichung: 12. November 1990 Verkäufe: + 220.000  |
| 1991 | Let’s Get to It Mushroom Records (Mushroom) • PWL Records (WMG)        | — | — | — | UK15 (12 Wo.)UK | — | AU13 Gold · (5 Wo.)AU | Erstveröffentlichung: 14. Oktober 1991 Verkäufe: + 35.000    |
| 1994 | Kylie Minogue Mushroom Records (Mushroom) • Deconstruction (BMG)       | DE78 (1 Wo.)DE | — | CH33 (4 Wo.)CH | UK4 Gold · (21 Wo.)UK | — | AU3 Gold · (11 Wo.)AU | Erstveröffentlichung: 19. September 1994 Verkäufe: + 135.000 |
| 1997 | Impossible Princess Mushroom Records (Mushroom) • Deconstruction (BMG) | DE25 a (1 Wo.)DE | — | CH55 a (1 Wo.)CH | UK5 a (6 Wo.)UK | — | AU3 a Platin · (36 Wo.)AU | Erstveröffentlichung: 22. Oktober 1997 Verkäufe: + 70.000    |
| 2000 | Light Years Mushroom Records (Festival) • Parlophone (EMI)             | DE35 (13 Wo.)DE | — | CH28 (7 Wo.)CH | UK2 Platin · (39 Wo.)UK | — | AU1 ×4Vierfachplatin · (41 Wo.)AU | Erstveröffentlichung: 11. September 2000 Verkäufe: + 876.000 |
| 2001 | Fever Mushroom Records (Festival) • Parlophone (EMI)                   | DE1 Platin · (50 Wo.)DE | AT1 Platin · (29 Wo.)AT | CH3 ×2Doppelplatin · (51 Wo.)CH | UK1 ×5Fünffachplatin · (85 Wo.)UK | US3 Platin · (44 Wo.)US | AU1 ×7Siebenfachplatin · (74 Wo.)AU | Erstveröffentlichung: 1. Oktober 2001 Verkäufe: + 6.000.000  |
| 2003 | Body Language Mushroom Records (Festival) • Parlophone (EMI)           | DE11 (17 Wo.)DE | AT23 Gold · (8 Wo.)AT | CH8 Gold · (17 Wo.)CH | UK6 Platin · (31 Wo.)UK | US42 (8 Wo.)US | AU2 ×2Doppelplatin · (18 Wo.)AU | Erstveröffentlichung: 17. November 2003 Verkäufe: + 650.000  |
| 2007 | X Warner Music Australia (WMG) • Parlophone (EMI)                      | DE15 (18 Wo.)DE | AT16 (10 Wo.)AT | CH9 (27 Wo.)CH | UK4 Platin · (29 Wo.)UK | US139 (1 Wo.)US | AU1 Platin · (14 Wo.)AU | Erstveröffentlichung: 23. November 2007 Verkäufe: + 522.500  |
| 2010 | Aphrodite Warner Music Australia (WMG) • Parlophone (EMI)              | DE3 (12 Wo.)DE | AT3 (10 Wo.)AT | CH2 (13 Wo.)CH | UK1 Platin · (32 Wo.)UK | US19 (3 Wo.)US | AU2 Platin · (15 Wo.)AU | Erstveröffentlichung: 2. Juli 2010 Verkäufe: + 435.000       |
| 2014 | Kiss Me Once Warner Music Australia (WMG) • Parlophone (WMG)           | DE9 (4 Wo.)DE | AT16 (3 Wo.)AT | CH8 (5 Wo.)CH | UK2 Silber · (12 Wo.)UK | US31 (1 Wo.)US | AU1 (6 Wo.)AU | Erstveröffentlichung: 14. März 2014 Verkäufe: + 200.000      |
| 2018 | Golden BMG Rights Management (BMG)                                     | DE3 (6 Wo.)DE | AT5 (3 Wo.)AT | CH4 (6 Wo.)CH | UK1 Gold · (27 Wo.)UK | US64 (1 Wo.)US | AU1 (7 Wo.)AU | Erstveröffentlichung: 6. April 2018 Verkäufe: + 100.000      |
| 2020 | Disco BMG Rights Management (BMG)                                      | DE3 (5 Wo.)DE | AT7 (3 Wo.)AT | CH4 (5 Wo.)CH | UK1 Gold · (17 Wo.)UK | US26 (1 Wo.)US | AU1 (9 Wo.)AU | Erstveröffentlichung: 6. November 2020 Verkäufe: + 100.000   |
| 2023 | Tension BMG Rights Management (BMG)                                    | DE5 (3 Wo.)DE | AT9 (1 Wo.)AT | CH2 (2 Wo.)CH | UK1 Gold · (6 Wo.)UK | US21 (1 Wo.)US | AU1 (3 Wo.)AU | Erstveröffentlichung: 22. September 2023 Verkäufe: + 100.000 |
| 2024 | Tension II BMG Rights Management (BMG)                                 | DE4 (1 Wo.)DE | AT6 (1 Wo.)AT | CH4 (2 Wo.)CH | UK1 (2 Wo.)UK | US98 (1 Wo.)US | AU1 (2 Wo.)AU | Erstveröffentlichung: 18. Oktober 2024                       |

## Filmografie (Auswahl)

### Fernsehen
- 1976: The Sullivans (Fernsehserie, eine Folge)
- 1979: Skyways (Fernsehserie, eine Folge)
- 1985: The Zoo Family (Fernsehserie, eine Folge)
- 1985: The Henderson Kids (Fernsehserie, vier Folgen)
- 1986: Piano, Piano (Fame and Misfortune, Fernsehmehrteiler)
- 1986–1988: Nachbarn (Neighbours, Fernsehserie)
- 1994: The Vicar of Dibley (Fernsehserie, eine Folge)
- 1997: Men Behaving Badly (Fernsehserie, eine Folge)
- 2004: Kath & Kim (Fernsehserie, eine Folge)
- 2007: Doctor Who (Fernsehserie, Weihnachtsspecial)
- 2015: Young & Hungry (Fernsehserie, zwei Folgen)
- 2016: Galavant (Fernsehserie, eine Folge)
- 2022: Germany’s Next Topmodel (Gastjurorin; eine Folge)
- 2025: The Residence (Fernsehserie, zwei Folgen)

### Kino
- 1989: The Delinquents – Sie sind jung und wollen frei sein (The Delinquents)
- 1994: Street Fighter – Die entscheidende Schlacht (Street Fighter)
- 1995: Hayride to Hell (Kurzfilm)
- 1995: Bud & Doyle – Total Bio (Bio-Dome)
- 1996: Misfit (Kurzfilm)
- 2000: Cut
- 2000: Witzige Leute (Sample People)
- 2001: Moulin Rouge
- 2005: The Magic Roundabout (Stimme von Florence)
- 2009: Blue
- 2012: Jack and Diane
- 2012: Holy Motors
- 2015: San Andreas
- 2021: Back to the Outback (Stimme)

## Auszeichnungen (Auswahl)
| Amadeus Austrian Music Award - 2001 Single des Jahres international Can’t Get You out of My Head ARIA Award - 1988 Highest Selling Single Locomotion - 1989 Highest Selling Single I Should Be so Lucky - 1990 Outstanding Achievement Award - 1995 Best Video (Keir McFarlane) für Put Yourself in My Place - 1996 Best Australian Pop Release Where the Wild Roses Grow - 1996 Best Australian Single Where the Wild Roses Grow - 1996 Song of the Year Where the Wild Roses Grow - 2000 Best Pop Release Spinning Around - 2001 Best Female Artist - 2001 Best Pop Release Light Years - 2002 Best Pop Release Fever - 2002 Outstanding Achievement Award - 2002 Single of the Year Can’t Get You Out of My Head - 2002 Highest Selling Single Can’t Get You Out of My Head - 2002 Highest Selling Album Fever - 2011 Hall of Fame Bambi - 2001 Comeback des Jahres Bravo Otto - 1988 Bronzener Otto - 1989 Bronzener Otto - 2001 Goldener Otto - 2003 Ehren Otto: Outstanding Contribution to Pop BRIT Award - 2002 Best International Female Artist - 2002 Best International Album Fever - 2008 Best International Female Artist - 2024 Global Icon | Goldene Kamera - 2008 Musik international Grammy Award - 2004 Best Dance Recording Come into My World - 2024 Best Pop Dance Recording Padam Padam MTV Europe Music Award - 2002 Best Pop Act - 2002 Best Dance Act - 2023 Best Australian Act MTV Video Music Award - 2002 Best Choreography in a Music Video Can’t Get You Out of My Head NRJ Music Award - 2008 Ehren-Award red! Star-Award - 2010: in der Kategorie „Heißestes Musikvideo“ All the Lovers Smash Hit Award - 1988 Best Female Artist - 1989 Best Female Artist - 1989 Most Fanciable Female - 2002 Best Female Artist - 2002 Best Single Can’t Get You Out of My Head World Music Award - 1991 Best Selling Australian Artist - 2002 Best Selling Australian Artist Ehrungen - 2011 I Should Be so Lucky wird zum Kulturgut von Australien ernannt. |

Am 6. Oktober 2011 verlieh die Anglia Ruskin University Minogue die Ehrendoktorwürde in Gesundheitswissenschaften für ihre Aufklärungs- und Sensibilisierungsarbeit gegen Brustkrebserkrankungen.

## Trivia
- 2001 gab Minogue in Maastricht den Startschuss zum Domino Day.

## Werke
Über Minogue sind zahlreiche Bücher, die meisten davon Biografien, erschienen. Sie selbst wurde erstmals zur Autorin mit Kylie (1999), einem großformatigen Bildband, in dem auch zahlreiche Stars aus der Musikbranche, darunter Bono, Shirley Manson und Neil Tennant, ihre Bewunderung für Minogue zum Ausdruck bringen. Nach ihrem Comeback mit Fever legte Minogue zusammen mit ihrem Stylisten William Baker das Buch Kylie – La La La (2002) nach. Dabei handelt es sich weniger um eine herkömmliche Autobiografie als um einen Bildband mit einigen wenigen Details aus Minogues Privatleben. 2006 veröffentlichte Minogue mit The Showgirl Princess auch ihr erstes Kinderbuch.
- 1999: Kylie Minogue: Kylie. Booth-Clibborn, London 1999, ISBN 1-86154-137-6.
- 2002: William Baker, Kylie Minogue: Kylie – la la la. Hodder & Stoughton, London 2002, ISBN 0-340-73439-6.
- 2006: Kylie Minogue: The Showgirl Princess. Puffin, London 2006, ISBN 0-14-138319-4.